# Imogen Heap
Imogen Jennifer Jane Heap (/ˈɪmoʊdʒən ˈhiːp/), född 9 december 1977 i Romford i Havering, London, är en brittisk sångerska, låtskrivare, musikproducent och ljudtekniker. Heap har givit ut fyra album som soloartist och bildade 2002 även den kortvariga gruppen Frou Frou tillsammans med Guy Sigsworth. Hon har fått två Grammy-nomineringar för sin låt "Let Go" som hon skrev tillsammans med Sigsworth, och slog igenom som soloartist 2005 med sitt andra album, Speak for Yourself. Hon hade redan tidigare givit ut albumet I Megaphone, en titel som är ett anagram av hennes för- och efternamn. De tre senaste albumen är skrivna och producerade helt på egen hand.
Hennes låt "Hide and Seek" är med på soundtracket till filmen The Last Kiss. Låten har även varit med i tv-serierna OC, CSI Miami och Skam. I OC har även hennes låt "Speeding Cars" framförts. Denna finns inte med på någon av hennes soloalbum. Där har Imogen även bidragit med låten "Hallelujah". "Can't Take It In" är även en låt av henne som spelas i slutet i filmen Berättelsen om Narnia: Häxan och lejonet.

## Biografi
Imogen Heap föddes den 9 december 1977 i Romford i Havering i nordöstra London. Hon studerade europeisk klassisk piano i en tidig ålder men började intressera sig mer för modernare stilar som alternativ pop/rock, europop och electronica som tonåring då hon gick på en internatskola. 1997 skrev hon kontrakt med det mindre skivbolaget Almo Sounds och i juni året därefter släppte hon sitt debutalbum I Megaphone. Albumet producerades med hjälp från David Kahne, Dave Stewart och Guy Sigsworth.
Heap fortsatte att arbeta med Sigsworth och 2002 bildade de duon Frou Frou. De släppte albumet Details i juni samma år men nådde inte några större framgångar förrän 2004 då låten "Let Go" var med på soundtracket till filmen Garden State. Vid den tiden hade Frou Frou dock redan lagts på is och Heap hade återgått till sin solokarriär. 2005 gav hon ut sitt andra album Speak for Yourself, skrivet och producerat helt på egen hand. Albumets leadsingel "Hide and Seek", en låt i a cappella över en harmonizer, blev populär tack vare dess medverkan i tv-serien OC. 
2009 släpptes det tredje albumet Ellipse, även detta album skrivet och producerat av Heap själv. Det nådde femte plats på Billboard 200 i USA och 39:e plats på UK Albums Chart. Det fjärde albumet, Sparks, utgavs 2014 med gästmusiker som deadmau5 och B.o.B..

## Diskografi
- I Megaphone (1998)
- Speak for Yourself (2005)
- Ellipse (2009)
- Sparks (2014)